# نوفافاكس
نوفافاكس (بالإنجليزية: Novavax)‏ هي شركة أمريكية تقوم بتطوير لقاحات ضد الأمراض.يقع مقرها الرئيسي في غايثرسبيرغ ،ميريلاند وتمتلك منشآت في مدينة روكفيل ومدينة أوبسالا في السويد.